# Foodo
El foodo és una llengua guang septentrional que parlen els foodos de la zona de la ciutat de Sèmèrè, al municipi d'Ouaké al nord de Benín, al departament de Donga. La majoria dels foodos viuen a Benín (entre 24.500 i 40.000) i hi ha una petita minoria d'uns 1.000 foodos que viuen a Ghana.
La llengua foodo es va originar a Ghana. Fa entre 200 i 300 anys un grup de parlants de llengua guang van emigrar des del sud de Ghana fins a Sèmèrè a través d'una antiga ruta de comerç de cola que s'estenia a través de Togo i Benín i arribava a Nigèria. Els diversos orígens dels foodos encara està retingut en els noms dels clans. El codi ISO 639-3 del foodo és fod i el seu codi al glottolog és food1238.

## Família lingüística
Segons Ethnologue el foodo forma part del subgrup de llengües guangs septentrionals, que formen part de la família de les llengües kwa, que són llengües Benué-Congo. Les altres llengües guangs septentrional són el chumburung, el dompo, el dwang, el gikyode, el ginyanga, la llengua gonja, el kplang, el krache, el nawuri, el nchumbulu, el nkami, el nkonya i el tchumbuli.

## Situació geogràfica, població i pobles veïns
El territori foodo en l'actualitat està situat a la zona de la ciutat de Semere, al municipi d'Ouaké, al departament de Donga de Benín, tot i que es creu que provenen del lloc de Salaga, a Ghana, país en el que encara hi queda una minoria de foodos. El 2006 hi havia 25.500 foodos (24.500 a Benín i 1.000 a Ghana) i segons el joshuaproject n'hi ha 40.000 (39.000 a Benín).
Segons el mapa lingüístic de Benín, el territori foodo està situat al sud del nord-oest de Benín, a la frontera amb Togo, a l'oest. Aquest fa frontera amb el territori dels lukpes al nord i est i amb el territori dels nago kures, al sud.

## Fonologia

### Consonants
El foodo té 24 fonemes consonàntics. Les consonants entre parèntesis només es troben en manlleus lingüístics:
|            |            | Bilabial | Alveolar | Palatal | Velar | Labio-velar | Glotal |
| ---------- | ---------- | -------- | -------- | ------- | ----- | ----------- | ------ |
| Oclusiva   | sorda      | p        | t        |         | k     | k͡p          |        |
| Oclusiva   | sonora     | b        | d        |         | g     | ɡ͡b          |        |
| Fricativa  | sorda      | f        | s        | t͡ʃ      |       |             | (h)    |
| Fricativa  | sonora     | (v)      | (z)      | d͡ʒ      |       |             |        |
| Nasal      | Nasal      | m        | n        | ɲ       | ŋ     | ŋ͡m          |        |
| Aproximant | Aproximant |          | l (r)    | j       | w     |             |        |

### Vocals
Igual que altres llengües guangs, el foodo té nou fonemes vocàlics. La vocal llarga és contrastiva i això fa que resulti que hi hagi 18 vocals.

#### Vocals curtes
|               | Vocal anterior | Vocal anterior | Vocal posterior | Vocal posterior |
| ------------- | -------------- | -------------- | --------------- | --------------- |
|               | No arrodonides | No arrodonides | Arrodonides     | Arrodonides     |
|               | -ATR           | +ATR           | -ATR            | +ATR            |
| Vocal tancada | ɪ              | i              | ʊ               | u               |
| Vocal mitja   | ɛ              | e              | ɔ               | o               |
| Vocal oberta  | a              |                |                 |                 |

#### Vocals llargues
|               | No arrodonides | No arrodonides | Arrodonides | Arrodonides |
|               | -ATR           | +ATR           | -ATR        | +ATR        |
| Vocal tancada | ɪ:             | i:             | ʊ:          | u:          |
| Vocal mitja   | ɛ:             | e:             | ɔ:          | o:          |
| Vocal oberta  | a:             |                |             |             |

## Ortografia
L'ortografia del foodo utilitza una escriptura llatina modificada en la que s'hi han afegit diversos caràcters que no existeixen a les llengües europees.

## Sociolingüística, estatus i ús de la llengua
El foodo és una llengua desenvolupada (EGIDS 5): És parlada per persones de totes les edats i generacions i està estandarditzada, tot i que la seva situació no és totalment sostenible. El foodo s'escriu en alfabet llatí, existeixen programes de ràdio, diccionari i fragments de la Bíblia traduïts en la llengua foodo. Els foodos de Benín també parlen francès, kabiyè i tem.